# 皮爾斯維爾鎮區 (芬尼縣)
皮爾斯維爾鎮區（英語：Pierceville Township）為位在美國堪薩斯州芬尼縣的鎮區。2010年美国人口普查中該鎮區人口有491人。

## 地理
皮爾斯維爾鎮區涵蓋面積377.94平方（145.92平方英里），境內無城鎮設立。

### 墓園
根據美國地質調查局的資料，此鎮區擁有1座墓園：
- 皮爾斯維爾墓園（Pierceville Cemetery）

## 交通
- Finney Company Feedyard Incorporated Airport
- 加登城市立機場（Garden City Municipal Airport）

## 人口統計
根據2010年美國人口普查，皮爾斯維爾鎮區人口有491人，人口密度為1.3人/平方公里。種族組成方面，白人462人；非裔美洲人1人；美洲原住民4人；亞洲人2人；太平洋島民0人；其他種族16人；兩個或以上種族6人。另外西班牙裔美國人及拉丁美洲人為95人。

## 外部連結
- US-Counties.com
- City-Data.com （页面存档备份，存于）